# Вестервальзеде
Вестервальзеде (нем. Westerwalsede) — община в Германии, в земле Нижняя Саксония.
Входит в состав района Ротенбург-на-Вюмме. Подчиняется управлению Ботель. Население составляет 782 человека (на 31 декабря 2010 года). Занимает площадь 20,11 км².
Коммуна подразделяется на 4 сельских округа.